# The Trial of the Chicago 7
The Trial of the Chicago 7 er en amerikansk er en amerikansk historisk retsdramafilm skrevet og instrueret af Aaron Sorkin. Filmen har Yahya Abdul-Mateen II, Sacha Baron Cohen, Joseph Gordon-Levitt, Michael Keaton, Frank Langella, John Carroll Lynch, Eddie Redmayne, Mark Rylance, Jeremy Strong og Ben Shenkman i hovedrollerne
Sorkin skrev oprindeligt manuskriptet i 2007, med den intention at have Steven Spielberg som instruktør med en rollebesætning bestående af ukendte skuespillere. Manuskriptforfatternes strejke i 2007 og bekymringer om budgettet tvang Spielberg til at droppe ud som instruktør, Sorkin blev offentliggjort som instruktør i oktober 2018.
Filmoptagelserne fandt sted i efteråret 2019 i Chicago og omkring New Jersey.
Filmen blev nomineret til seks Oscarstatuetter inklusive bedste film og bedste mandlige birolle (Baron Cohen). 